# Kim Jung-sub
Kim Jung-sub (ur. 11 października 1975) – południowokoreański zapaśnik w stylu klasycznym. Olimpijczyk z Pekinu 2008, gdzie zajął trzynaste miejsce w kategorii 84 kg.
Trzykrotny uczestnik mistrzostw świata, piąty w 2005 i 2007. Zdobył złoty medal na igrzyskach azjatyckich w 2006, a także srebrny medal w 2002 i brązowy medal w 1998 roku. Zdobył dwa złote medale mistrzostw Azji, w 2005, 2006 i brązowy w 2004. Pierwszy w Pucharze Świata w 2006. Trzeci w Pucharze Azji w 2003 roku. Drugi w igrzyskach wojskowych w 1999 roku.